# Stendardo reale britannico

Lo Stendardo Reale usato in Inghilterra, Galles, Irlanda del Nord e oltremare.

Lo Stendardo Reale usato in Scozia.

Lo scudo che compone lo Stemma reale del Regno Unito.

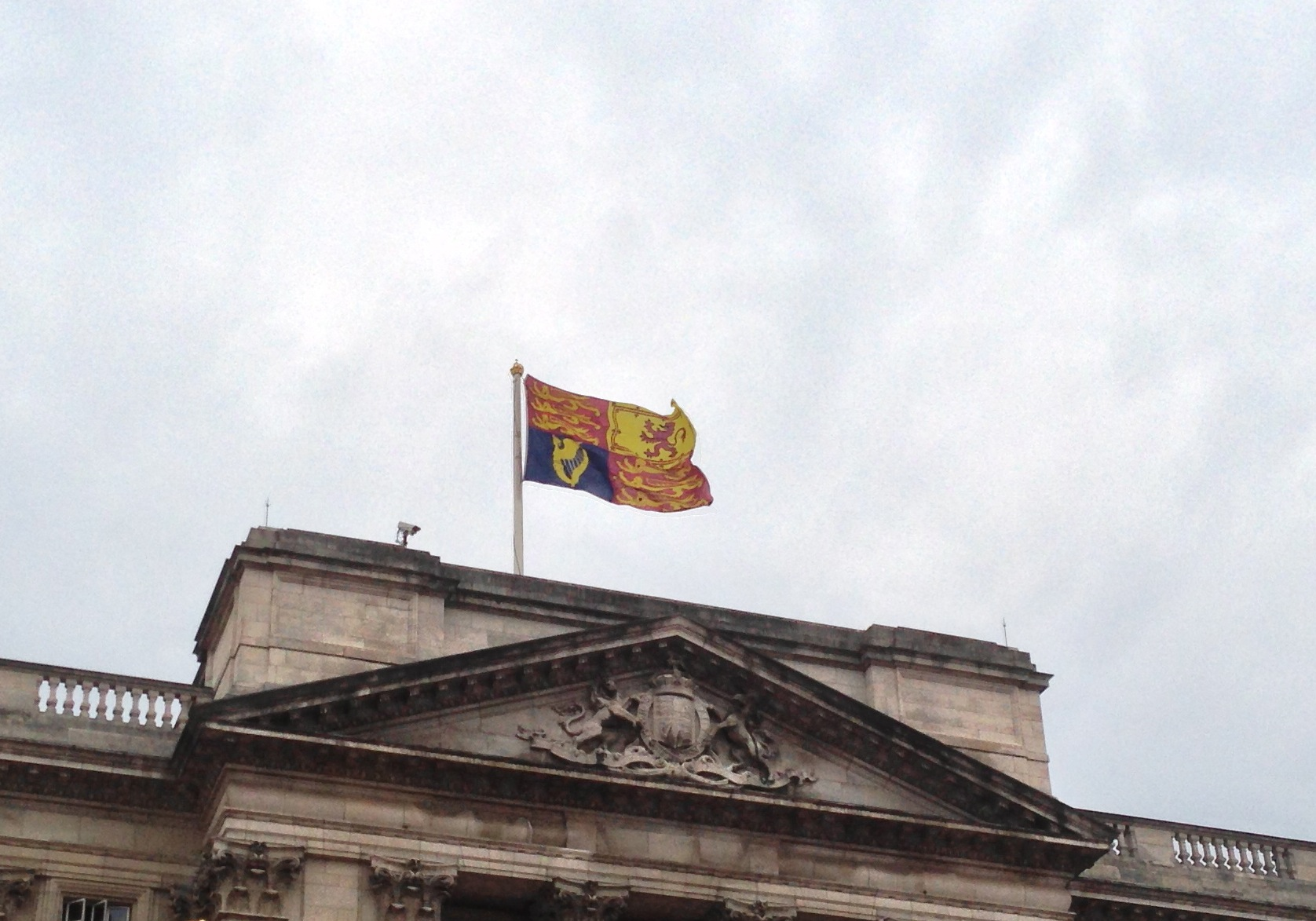
Lo Stendardo Reale sventola su Buckingham Palace.

Lo Stendardo Reale (in inglese Royal Standard) del Regno Unito è la bandiera usata da Sua Maestà re Carlo III nella sua veste di Sovrano del Regno Unito e dei suoi territori d'oltremare. Lo Stendardo Reale del Regno Unito è diverso per l'uso in Scozia. Stendardi differenti sono utilizzati dal Re in alcuni altri reami del Commonwealth.
Pur essendo universalmente noti come "stendardi", tali bandiere sono più propriamente "vessilli araldici", in quanto rappresentano lo scudo delle Armi Reali. Nei reami del Commonwealth aventi un proprio Stendardo Reale, esso è in genere il vessillo araldico della nazione con sovrapposto un disco blu contenente il monogramma del sovrano. 
Lo stendardo reale del Regno Unito è issato solo quando il Re è presente; quando invece Sua Maestà non è a palazzo, è issata la Union Flag nelle residenze inglesi e il Lion Rampant nelle residenze scozzesi. Può essere issato su qualsiasi edificio, pubblico o privato, durante una visita del Re, se il proprietario o il titolare lo richiedono.
Lo stendardo reale era issato a bordo dello yacht reale quando era in servizio e il Re era a bordo. L'unica chiesa che può issare lo stendardo reale, anche senza la presenza del Sovrano, è l'Abbazia di Westminster. Altre chiese generalmente non sono autorizzate a issare lo stendardo reale. Lo stendardo reale è apposto anche sui mezzi ufficiali utilizzati dal Re, come automobili, navi, aerei ed elicotteri, quando Sua Maestà è a bordo.
Nel protocollo delle bandiere, lo Stendardo Reale è la suprema. Esso viene issato sopra la Union Flag, gli stendardi degli altri membri della famiglia reale e le altre bandiere britanniche. Non sventola mai a mezz'asta, nemmeno dopo la morte del Re o della Regina, in quanto c'è sempre un Sovrano sul trono del Regno Unito.
In Inghilterra, Galles, Irlanda del Nord, nelle dipendenze della Corona, nei territori d'oltremare e nei reami del Commonwealth (tranne quelli in cui c'è uno stendardo particolare) lo stendardo è suddiviso in quattro quadranti: il primo e il quarto rappresentano l'Inghilterra e contengono tre leoni passanti dorati in campo rosso; il secondo quadrante rappresenta la Scozia e contiene un leone rosso rampante in campo dorato, con bordo fiorito e contra fiorito di rosso; il terzo quadrante rappresenta l'Irlanda e contiene l'arpa dorata dell'Irlanda con corde d'argento in campo blu.
In Scozia viene usato uno stendardo simile, eccetto per il fatto che il leone rampante è presente nel primo e nel quarto quadrante, e i leoni passanti figurano solo nel secondo quadrante.

## Stendardi dei membri della Famiglia Reale
Tutti i membri della famiglia reale britannica che hanno uno stemma personale (cioè che hanno compiuto i 18 anni) possiedono anche uno stendardo personale, modellato sullo stemma. Di ogni stendardo (tranne di quello del Principe di Galles, che possiede vari stendardi) esiste la corrispettiva variante per l'uso in Scozia.

### Principe di Galles
Sua Altezza reale il Principe di Galles (attualmente il principe William) possiede diversi stendardi personali, usati a seconda del luogo che visita e a seconda della funzione che esercita in una determinata occasione, in virtù di uno dei suoi titoli.
| Stendardo | Luogo                          | Descrizione |
| --------- | ------------------------------ | --- |
|           | Inghilterra e Irlanda del Nord | Del tutto identico a quello del Sovrano, presenta però, come brisura, un lambello bianco a tre pendenti. Al pendente centrale è appeso lo stemma del Principato del Galles (quattro quadranti, il primo e il quarto con un leone rosso in campo oro, il secondo e il terzo con un leone d'oro in campo rosso) sovrastato della corona del principe di Galles. È di forma rettangolare. |
|           | Galles                         | Composto dallo stemma del Principato del Galles, sovraimposto vi è uno scudo verde recante la corona del principe di Galles. È di forma quadrata. |
|           | Scozia                         | Si basa su titoli scozzesi del principe di Galles: Duca di Rothesay, Signore delle Isole ed erede al trono di Scozia. È diviso in quattro quadranti, il primo e il quarto contengono una fascia a scacchi bianchi e blu al centro di un campo dorato, il secondo e il terzo contengono una barca nera in campo bianco. Lo scudo dell'erede al trono di Scozia è sovraimposto a questi (scudo del regno di Scozia recante, come brisura, un lambello azzurro a tre pendenti). È di forma quadrata. |
|           | Scozia                         | Altro possibile stendardo per l'uso scozzese, è l'antico stendardo dell'erede al trono di Scozia (il "leone rampante" recante come brisura un lambello azzurro a tre pendenti), di forma rettangolare. |
|           | Cornovaglia                    | Presenta quindici cerchi d'oro a formare un triangolo rivolto verso il basso, il tutto su sfondo nero. È di forma rettangolare e rappresenta il titolo di Duca di Cornovaglia. |

### Principi e principesse di diritto
Tutti i principi e le principesse di diritto, ovvero i figli e i nipoti di un sovrano che godono del trattamento di Altezza Reale, possiedono un proprio stendardo. Questi stendardi sono varianti del Royal Standard del Regno Unito, con l'apposizione di un lambello bianco: a tre pendenti per i figli di un sovrano e a cinque pendenti per i nipoti di un sovrano (con l'eccezione del primogenito dell'erede al trono, che ha lo stendardo a tre pendenti).
| Stendardo | Membro della Famiglia Reale            | Descrizione |
| --------- | -------------------------------------- | --- |
|           | Andrea, duca di York                   | Lambello a tre pendenti, il pendente centrale reca un'ancora blu.                                                                                           |
|           | Edoardo, duca di Edimburgo             | Lambello a tre pendenti, il pendente centrale reca una rosa Tudor.                                                                                          |
|           | Anna, principessa reale                | Lambello a tre pendenti, il pendente centrale reca un cuore rosso, i pendenti esterni recano la croce di San Giorgio.                                       |
|           | William, duca di Cambridge (2000-2022) | Lambello a tre pendenti, il pendente centrale reca una conchiglia rossa.                                                                                    |
|           | Henry, duca di Sussex                  | Lambello a tre pendenti, il primo, il terzo e il quinto recano una conchiglia rossa.                                                                        |
|           | Beatrice di York                       | Lambello a cinque pendenti, il primo, il terzo e il quinto recano un'ape.                                                                                   |
|           | Eugenia di York                        | Lambello a cinque pendenti, il primo, il terzo e il quinto recano un cardo.                                                                                 |
|           | Richard, duca di Gloucester            | Lambello a cinque pendenti, il primo, il terzo e il quinto recano la croce di San Giorgio, il secondo e il quarto recano un leone passante rosso.           |
|           | Edward, duca di Kent                   | Lambello a cinque pendenti, il primo, il terzo e il quinto recano un'ancora blu, il secondo e il quarto recano la croce di San Giorgio.                     |
|           | Michael di Kent                        | Lambello a cinque pendenti, il primo, il terzo e il quinto recano la croce di San Giorgio, il secondo e il quarto recano un'ancora blu.                     |
|           | Alexandra, onorevole Lady Ogilvy       | Lambello a cinque pendenti, il primo e il quinto recano un cuore rosso, il secondo e il quarto recano un'ancora blu, il terzo reca la croce di San Giorgio. |

### Consorti del Sovrano
Alle regine consorti del Sovrano britannico è concesso uno stemma e uno stendardo basati sul Royal Standard, impalato con il loro stemma personale o famigliare (cioè quello del padre). In Scozia, la regina consorte utilizza la versione scozzese del Royal Standard. Ai consorti di una Regina regnante, invece, non viene concesso l'uso del Royal Standard britannico. Usano pertanto uno stendardo basato sul loro stemma personale. L'eccezione stato il principe Alberto di Sassonia-Coburgo-Gotha, che ha inquartato il suo stemma personale con lo stemma reale.
| Stendardo | Consorte                            | Consorte di   | Periodo   | Descrizione |
| --------- | ----------------------------------- | ------------- | --------- | --- |
|           | Regina Camilla                      | Carlo III     | dal 2022  | Royal Standard impalato con lo stemma personale. |
|           | Principe Filippo, duca di Edimburgo | Elisabetta II | 1949-2021 | Riprende lo stemma personale. Diviso in quattro quadranti: nel primo tre leoni passanti blu coronati e nove cuori rossi su sfondo oro (per la Danimarca); nel secondo una croce bianca su sfondo azzurro (per la Grecia); nel terzo due strisce verticali nere su sfondo bianco (stemma dei Mountbatten); nel quarto un castello nero e rosso (per Edimburgo). |
|           | Regina Elisabetta, la regina madre  | Giorgio VI    | 1936-2002 | Royal Standard impalato con lo stemma del padre, il XIV Conte di Strathmore e Kinghorne. |
|           | Regina Mary                         | Giorgio V     | 1910-1953 | Royal Standard impalato con lo stemma del padre, il Duca di Teck e con lo stemma del nonno, il Duca di Cambridge. |
|           | Regina Alessandra                   | Edoardo VII   | 1901-1925 | Royal Standard impalato con lo stemma della Danimarca. |
|           | Principe Alberto                    | Vittoria      | 1840-1861 | Royal Standard con lambello a tre pendenti, il pendente centrale reca una croce di San Giorgio, inquartato con lo stemma di Sassonia. |
|           | Regina Adelaide                     | Guglielmo IV  | 1830-1849 | Royal Standard dal 1816 al 1837 impalato con lo stemma del padre, il duca Giorgio I di Sassonia-Meiningen. |
|           | Regina Carlotta                     | Giorgio III   | 1761-1818 | Royal Standard dal 1816 al 1837 impalato con lo stemma del padre, il duca Carlo Ludovico Federico di Meclemburgo-Strelitz. |

### Altri membri della Famiglia Reale

Stendardo di altri membri della Famiglia Reale.

I membri della famiglia reale non aventi un proprio stendardo personale possono usare il Royal Standard del Regno Unito, ma bordato d'armellino, ovvero un bordo bianco con macchie nere che rappresenta la pelliccia di ermellino. Questo stendardo viene usato principalmente per le mogli dei principi britannici o per i membri della famiglia reale cui non è stato concesso un proprio stemma. Diana Spencer e più recentemente la principessa Alice, duchessa di Gloucester avevano questo stendardo drappeggiato sulle loro bare durante i loro funerali.

## Stendardi storici
Il Royal Standard attuale, salvo modifiche minori (principalmente alla forma dell'arpa usata per rappresentare l'Irlanda), risale al 1837 ed è stato utilizzato durante il regno di Vittoria, Edoardo VII, Giorgio V, Edoardo VIII, Giorgio VI ed Elisabetta II del Regno Unito.
Gli stendardi reali precedenti incorporavano gli stemmi di Hannover e di Francia, che rappresentavano la posizione del Sovrano come Principe Elettore e in seguito Re di Hannover e la pretesa al trono francese.
| Stendardo reale d'Inghilterra | Periodo   | Sovrani | Descrizione |
| ----------------------------- | --------- | --- | --- |
|                               | 1198–1340 | Riccardo I, Giovanni, Enrico III, Edoardo I ed Edoardo II d'Inghilterra                                                                                                 | Di rosso ai tre leoni passanti e guardanti d'oro, posti in palo. |
|                               | 1340-1406 | Edoardo III, Riccardo II ed Enrico IV d'Inghilterra | Lo stendardo reale inglese inquartato con quello francese, blu seminato di gigli d'oro; il giglio rappresenta la rivendicazione inglese sul trono di Regno di Francia. |
|                               | 1406-1603 | Enrico IV, Enrico V, Enrico VI, Edoardo IV, Edoardo V, Riccardo III, Enrico VII d'Inghilterra, Enrico VIII, Edoardo VI, Maria I ed Elisabetta I d'Inghilterra e Irlanda | I due quarti francesi (il primo e il quarto) presentano 3 gigli invece del seminato, secondo il nuovo stemma della Francia.                                            |

| Stendardo reale britannico | Periodo                         | Sovrani                                                                                     | Descrizione |
| -------------------------- | ------------------------------- | ------------------------------------------------------------------------------------------- | --- |
|                            | 1603-1649, 1660-1689, 1702-1707 | Giacomo I e VI, Carlo I, Carlo II, Giacomo II e VII ed Anna d'Inghilterra, Scozia e Irlanda | Basato sullo stemma reale; il primo e il quarto quadrante con lo stendardo inglese e francese, il secondo quadrante con lo stendardo del Regno di Scozia e il terzo quadrante con lo stendardo del Regno d'Irlanda. |
|                            | 1689-1694                       | Guglielmo III, II e I e Maria II d'Inghilterra, Scozia e Irlanda                            | Basato sullo stemma reale; diviso in due metà: la metà destra divisa in quattro quadranti, il primo e il quarto quadrante con lo stendardo inglese e francese, il secondo quadrante con lo stendardo del Regno di Scozia e il terzo quadrante con lo stendardo del Regno d'Irlanda; la metà sinistra come quella destra, ma sul tutto, uno scudetto di pretensione rappresentante il ducato d'Orange. |
|                            | 1694-1702                       | Guglielmo III, II e I d'Inghilterra, Scozia e Irlanda                                       | Basato sullo stemma reale; il primo e il quarto quadrante con lo stendardo inglese e francese, il secondo quadrante con lo stendardo del Regno di Scozia e il terzo quadrante con lo stendardo del Regno d'Irlanda. Sul tutto, uno scudetto di pretensione rappresentante il ducato d'Orange. |
|                            | 1707-1714                       | Anna di Gran Bretagna e Irlanda                                                             | Basato sullo stemma della regina Anna; il primo e il quarto quadrante rappresentano il neonato Regno di Gran Bretagna, il secondo la rivendicazione inglese sul trono di Francia, il terzo il Regno d'Irlanda. |
|                            | 1714-1800                       | Giorgio I, Giorgio II e Giorgio III di Gran Bretagna e Irlanda                              | Basato sullo stemma del Casato di Hannover; i primi tre quadranti identici al precedente stendardo, il quarto quadrante con lo scudo degli Hannover. |
|                            | 1801-1816                       | Giorgio III del Regno Unito                                                                 | Basato sullo stemma del neonato Regno Unito di Gran Bretagna e Irlanda; il primo e il quarto quadrante per l'Inghilterra, il secondo quadrante per la Scozia, il terzo per l'Irlanda, al centro lo scudo dell'elettorato di Hannover sormontato dalla corona di elettore. |
|                            | 1816-1837                       | Giorgio III, Giorgio IV e Guglielmo IV del Regno Unito                                      | Identico allo stendardo precedente, presenta però la corona reale sullo scudo del neonato Regno di Hannover. |

## Altri stendardi

### Inghilterra e Scozia
Nel Regno Unito sono talvolta usati ancora oggi il vessillo reale d'Inghilterra e lo stendardo reale di Scozia, retaggio dei due antichi regni medievali.
| Stendardo | Luogo               | Storia | Descrizione |
| --------- | ------------------- | --- | --- |
|           | Regno d'Inghilterra | Il "Vessillo Reale d'Inghilterra" (noto anche come "Vessillo del Re d'Inghilterra" o "Vessillo delle Armi Reali d'Inghilterra") è una bandiera utilizzata fin dal 1198 per segnalare la presenza del Re d'Inghilterra, soprattutto in battaglia. Oggi è talvolta utilizzata come simbolo reale inglese. | Di rosso ai tre leoni passanti guardanti d'oro, posti in palo.                                                           |
|           | Regno di Scozia     | Lo "Stendardo Reale di Scozia" (noto anche come Lion Rampant) è una bandiera utilizzata dal 1222 al 1603 come stendardo del Re di Scozia ed in seguito usata come bandiera reale scozzese. Oggi è issata sulle residenze reali scozzesi quando il monarca non è presente a palazzo.                     | D'oro al leone rampante rosso, con lingua e artigli d'azzurro, con una doppia orlatura fiorita e contrafiorita di gigli. |

### Reami del Commonwealth
In quattro degli reami del Commonwealth, il Re possedette uno stendardo particolare, diverso da quello britannico.
| Stendardo | Paese e periodo    | Descrizione |
| --------- | ------------------ | --- |
|           | Canada dal 2023    | Diviso in due parti: la parte superiore è divisa in quattro quadranti, i primi tre sono identici allo stendardo usato nel Regno Unito, mentre nel quarto sono presenti tre gigli d'oro francesi su sfondo blu; la parte inferiore contiene tre foglie di acero rosso su sfondo bianco. Nello stendardo sono così presenti simboli in rappresentanza di Inghilterra, Scozia, Irlanda, Francia e Canada. A differenza del precedente stendardo usato da Elisabetta II, Carlo III non ha voluto inserire l'iniziale al centro lasciando quindi 'pulito' lo stendardo. |
|           | Australia dal 2024 | Diviso in sesti, tre nella metà superiore e tre in quella inferiore. Il primo sesto rappresenta il Nuovo Galles del Sud e reca una Croce di San Giorgio, sulla quale campeggia al centro un leone dorato e una stella dorata in ogni braccio della croce. Il secondo sesto rappresenta Victoria e contiene una corona e sei stelle bianche in campo blu. Il terzo sesto rappresenta il Queensland e consiste in una croce di Malta blu, che regge una corona, in campo bianco. Il quarto sesto rappresenta l'Australia Meridionale e include una gazza australiana su sfondo oro. Il quinto sesto rappresenta l'Australia Occidentale e consiste di un cigno nero su sfondo oro. L'ultimo sesto rappresenta la Tasmania e contiene un leone rosso su sfondo bianco. Come per lo stendardo canadese anche su questo Carlo ha preferito non inserire l'iniziale nella stella dorata al centro della stemma com'era in precedenza quello della Regina Elisabetta II lasciando quindi pulito lo stendardo. |

| Stendardo | Paese e periodo               | Descrizione |
| --------- | ----------------------------- | --- |
|           | Australia dal 1962 – 2022     | Diviso in sesti, tre nella metà superiore e tre in quella inferiore. Il primo sesto rappresenta il Nuovo Galles del Sud e reca una Croce di San Giorgio, sulla quale campeggia al centro un leone dorato e una stella dorata in ogni braccio della croce. Il secondo sesto rappresenta Victoria e contiene una corona e sei stelle bianche in campo blu. Il terzo sesto rappresenta il Queensland e consiste in una croce di Malta blu, che regge una corona, in campo bianco. Il quarto sesto rappresenta l'Australia Meridionale e include una gazza australiana su sfondo oro. Il quinto sesto rappresenta l'Australia Occidentale e consiste di un cigno nero su sfondo oro. L'ultimo sesto rappresenta la Tasmania e contiene un leone rosso su sfondo bianco. Sopra tutti si trova una stella d'oro a sette punte, rappresentante i sei stati e i territori australiani; al centro della stella è presente l'emblema blu della Regina. Il tutto è bordato di ermellino. |
|           | Canada dal 1962 – 2022        | Diviso in due parti: la parte superiore è divisa in quattro quadranti, i primi tre sono identici allo stendardo usato nel Regno Unito, mentre nel quarto sono presenti tre gigli d'oro francesi su sfondo blu; la parte inferiore contiene tre foglie di acero rosso su sfondo bianco. Nello stendardo sono così presenti simboli in rappresentanza di Inghilterra, Scozia, Irlanda, Francia e Canada. Sopra il tutto vi è l'emblema blu della Regina. |
|           | Giamaica dal 1962 – 2022      | Composto da una Croce di San Giorgio rossa su sfondo bianco, su ogni braccio della croce è presente un ananas dorato. L'emblema blu della Regina è posto al centro della croce. |
|           | Nuova Zelanda dal 1962 – 2022 | Diviso in quattro quadranti, è presente una striscia verticale che passa attraverso il centro. Il primo quadrante contiene quattro stelle rosse bordate di bianco in campo blu. Il secondo contiene un vello d'oro in campo rosso. Il terzo contiene un mazzo di spighe in campo rosso. Il quarto contiene due martelli d'oro incrociati in campo blu. La striscia centrale è bianca e presenta tre barche nere. L'emblema blu della Regina è posto al centro del tutto e copre la barca centrale. |

Trinidad e Tobago, Malta, Mauritius, Sierra Leone, e più recentemente, Barbados, in origine avevano il loro propri stendardi reali, ma questi cinque divennero obsoleti quando tali nazioni divennero repubbliche.

### Stendardo personale della regina Elisabetta II
In tutte le repubbliche e i regni appartenenti al Commonwealth, dove cioè la Elisabetta II non era Capo di Stato, e anche negli reami del Commonwealth dove non possedètte uno stendardo particolare, veniva usato il suo stendardo personale: una lettera "E" in oro, incoronata d'oro, circondata da una ghirlanda di rose anch'essa in oro, il tutto in campo blu.

Lo Stendardo personale della regina Elisabetta II
L'emblema blu della regina Elisabetta II.